# Вудхолл, Ричи
Ри́чард Джеймс Ву́дхолл (англ. Richard James Woodhall; род. 17 апреля 1968, Телфорд) — британский боксёр, представитель средних весовых категорий. Выступал за сборные Англии и Великобритании по боксу в конце 1980-х годов, бронзовый призёр летних Олимпийских игр в Сеуле, победитель Игр Содружества. В период 1990—2000 годов успешно боксировал на профессиональном уровне, владел титулом чемпиона мира во втором среднем весе по версии WBC.

## Биография
Ричи Вудхолл родился 17 апреля 1968 года в городе Телфорд графства Шропшир, Англия. Проходил подготовку в местном боксёрском клубе Telford Amateur Boxing Club.

### Любительская карьера
Первого серьёзного успеха на взрослом международном уровне добился в 1987 году, когда вошёл в состав английской национальной сборной и побывал на крупном международном турнире TSC в Берлине, откуда привёз награду бронзового достоинства — на стадии полуфиналов первого среднего веса проиграл немцу Энрико Рихтеру. Также принял участие в матчевой встрече со сборной Чехословакии в Праге, выиграв по очкам у чехословацкого боксёра Павла Риго.
В 1988 году стал серебряным призёром Кубка Канады в Оттаве и благодаря череде удачных выступлений удостоился права защищать честь Великобритании на летних Олимпийских играх в Сеуле — в категории до 71 кг благополучно прошёл первых троих соперников по турнирной сетке, тогда как в четвёртом полуфинальном поединке со счётом 0:5 потерпел поражение от американца Роя Джонса младшего и таким образом получил бронзовую олимпийскую медаль.
После сеульской Олимпиады Вудхолл остался в главной боксёрской команды Англии и продолжил принимать участие в крупнейших международных турнирах. Так, в 1989 году он взял бронзу на турнире Intercup в Кёльне и побывал на чемпионате мира в Москве, где в четвертьфинале был остановлен румыном Руделом Обрежой. В матчевой встрече со сборной Польши победил поляка Яна Дыдака.
В 1990 году на Играх Содружества в Окленде одолел всех оппонентов в первом среднем весе, в том числе в финале взял верх над канадцем Рэем Дауни, и тем самым завоевал золотую медаль. Кроме того, стал серебряным призёром Кубка Акрополиса в Афинах, уступив в решающем поединке представителю Нидерландов Орхану Делибашу.

### Профессиональная карьера
Покинув расположение английской сборной, в октябре 1990 года Ричи Вудхолл успешно дебютировал на профессиональном уровне. Выступал исключительно на территории Великобритании, в 1992 году завоевал титул чемпиона Содружества в среднем весе, который впоследствии сумел защитить четыре раза.
В феврале 1995 года завоевал вакантный титул чемпиона Европы в среднем весе по версии Европейского боксёрского союза (EBU), выиграв техническим нокаутом у итальянца Сильвио Бранко. Затем дважды защитил свой чемпионский пояс.
Имея в послужном списке 21 победу без единого поражения, Вудхолл удостоился права оспорить титул чемпиона мира по версии Всемирного боксёрского совета (WBC), который на тот момент принадлежал американцу Киту Холмсу. Чемпионский поединок между ними состоялся в октябре 1996 года, в последнем двенадцатом раунде Холмс одержал победу техническим нокаутом и сохранил за собой пояс чемпиона, нанеся Вудхоллу первое в профессиональной карьере поражение.
Несмотря на проигрыш, Ричи Вудхолл продолжил выходить на ринг, выиграл один рейтинговый поединок и в марте 1998 года стал чемпионом мира WBC во втором среднем весе, победив единогласным решением судей представителя Южной Африки Тулани Малингу. Дважды защитил этот титул, выиграв у соотечественника Гленна Катли и итальянца Винченцо Нардьелло. Во время третьей защиты в октябре 1999 года лишился чемпионского пояса, уступив единогласным решением немцу Маркусу Байеру.
В декабре 2000 года претендовал на титул чемпиона мира по версии Всемирной боксёрской организации (WBO), принадлежавший валлийцу Джо Кальзаге, однако проиграл техническим нокаутом в десятом раунде и на этом поражении принял решение завершить карьеру профессионального боксёра. В общей сложности провёл на профи-ринге 29 боёв, из которых 26 выиграл (в том числе 16 досрочно) и 3 проиграл.
Впоследствии занимался тренерской деятельностью, в течение многих лет работал на телевидении и радио в качестве спортивного комментатора. Был дублёром Брэда Питта в фильме «Большой куш».